# 李村站
李村站，位于中华人民共和国山东省青岛市李沧区京口路、夏庄路与书院路交叉口地下，是青岛地铁2号线和3号线的地铁换乘站。

## 车站结构
地铁2号线和3号线V字交叉经过此站，2号线为南北，沿京口路－夏庄路伸展；3号线近似东西方向，沿京口路伸展。
车站站厅层宽22.8 m、长121.5 m、面积2 770 m²，2号线部分为地下三层岛式站台，3号线部分为地下二层岛式站台，标准段总高22.8 m、埋深17.82 m，站台层宽14 m、有效长120 m、计算长113 m、面积1 582 m²。
车站主体采用明挖法施工，设5个出入口、3组风亭、2个消防出入口，分别位于周边的京口路夏庄路口两侧，現已開放3個。

## 出入口
- ：京口路（北）、夏庄路（西）
- ：夏庄路（东）、大崂路
- ：夏庄路（东）、京口路（东）
- ：书院路（北）
- ：京口路（南）、古镇路
  - 图例： 设有

- A出入口
- B出入口
- C出入口
- D2出入口
- E出入口

## 沿革
- 2009年11月30日，青岛地铁一期工程正式奠基，地铁车站土建开始。
- 2015年12月16日，随3号线通车试运营后部分开放[參⁠ 1]。

## 公共艺术品
主题《青岛记忆1980》浮雕作品，以青岛1980年前后几十年内，青岛地区产品为元素组成海鱼的形象，勾勒出岛城人们的生活记忆、风物人情，特殊的地域文化。鱼的造型和工业的产品形态也警醒人与海洋、自然的和谐关系。
- 3号线站厅部分
- 2号线站厅部分

## 车站周边
李村站紧邻李村商业区。车站直通维克星城。东南300米即为李村河。附近機構有青島市第八人民醫院、青島市李滄區交警大隊、李滄文化公園，偉東樂客城、嶗山百貨、利客來、北方國貿、銀座廣場、李村萬達、蘇寧電器、中防商街，李滄區機關幼兒園、李村小學、青島第五十八中學、青島財經職業學校。周邊停车场有樂客城停车场和利客來停车场。

## 换乘
李村站除自身轨道交通性质外，还可实现与市内公交车和出租车的近距离换乘：
- 分布于周边的公交车站，包括以下路线的停靠点：9、10、102、109、111、123、130、207、213、216、230、303、306、318、326、327、361、363、365、368、371、372、385、388、407、408、605、606路等。